# Геллінген
Геллінген (нім. Hellingen) — громада в Німеччині, розташована в землі Тюрингія. Входить до складу району Гільдбурггаузен. Складова частина об'єднання громад Гельдбургер-Унтерланд.
Площа — 44,55 км2. Населення становить Невірний параметр metadata 16 069 019 ос. (станом на 31 грудня 2021).

## Галерея

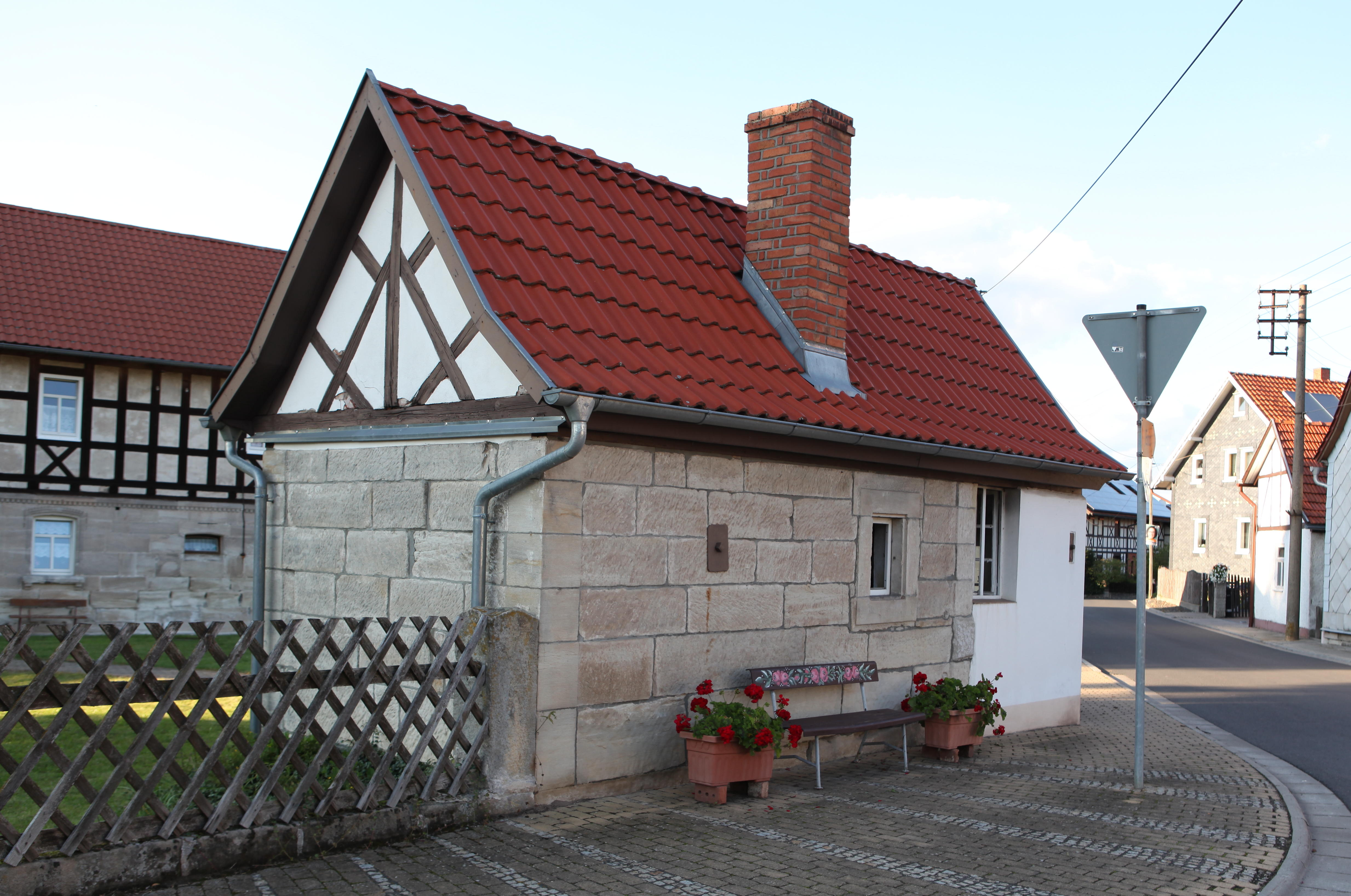